# Volkswagen ID.7
Volkswagen ID.7 – elektryczny samochód osobowy klasy wyższej produkowany pod niemiecką marką Volkswagen od 2023 roku. 

## Historia i opis modelu

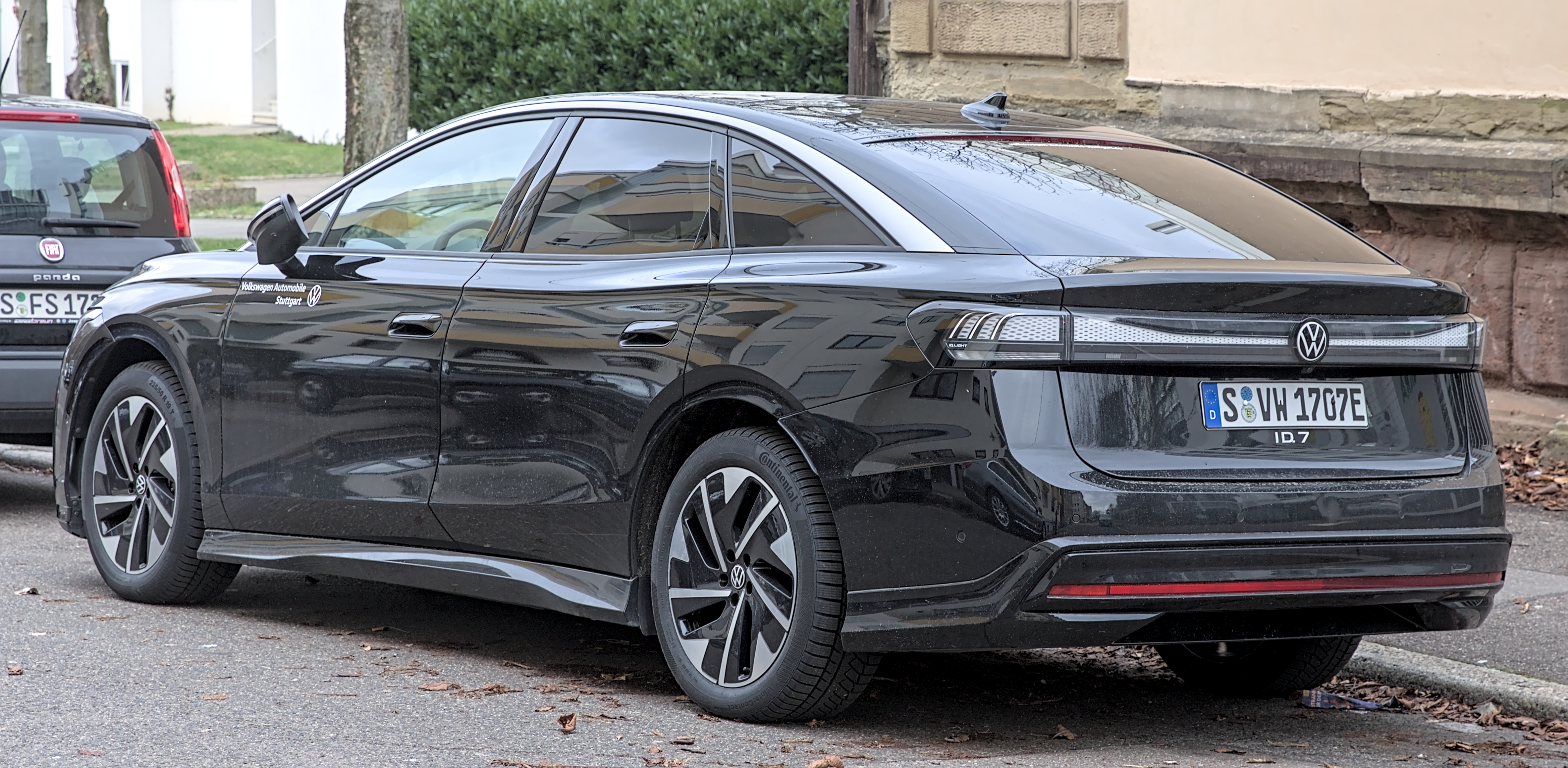
Volkswagen ID.7 – tył

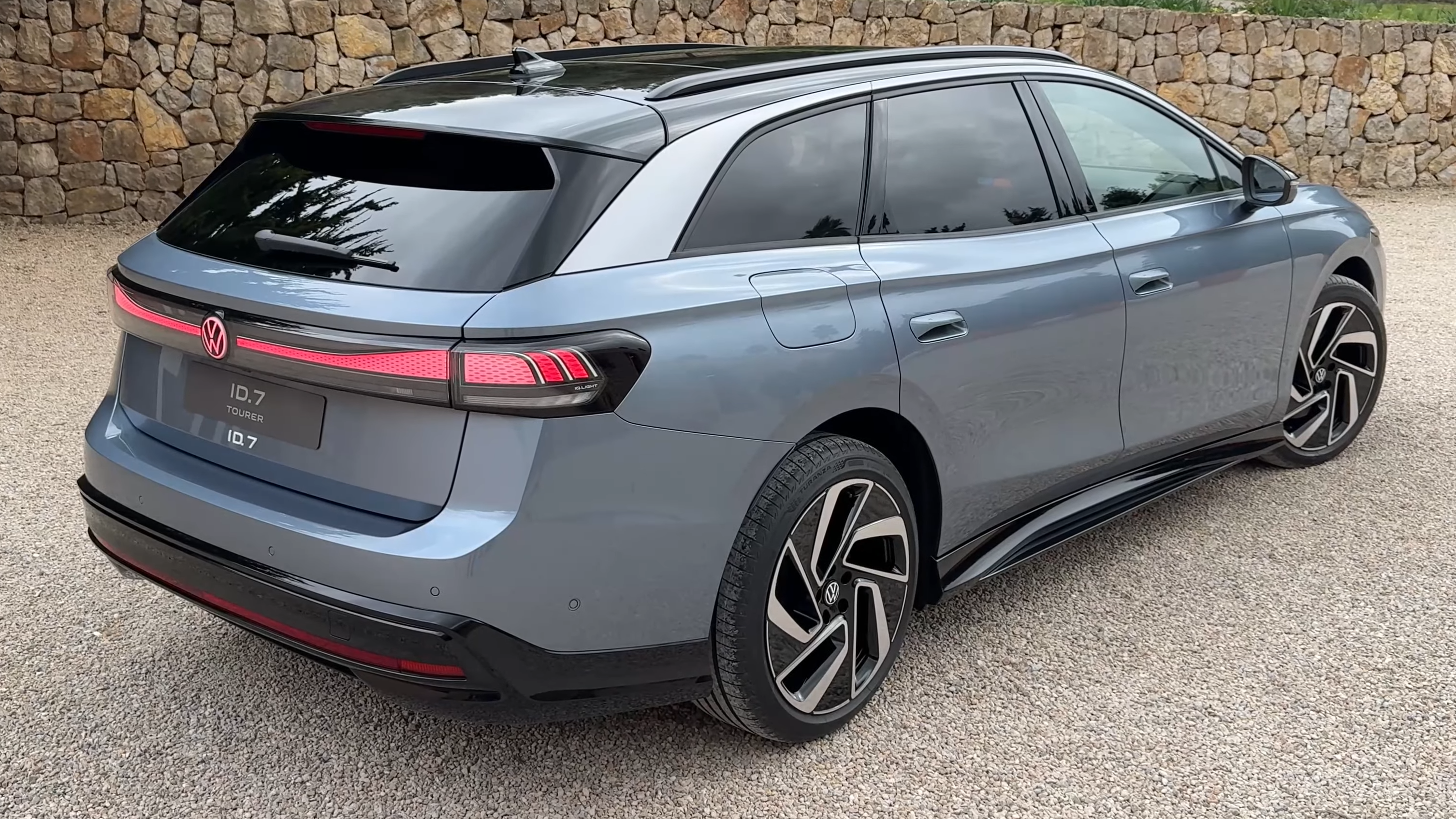
Volkswagen ID.7 Tourer

W czerwcu 2022 roku miała miejsce premiera wersji koncepcyjnej samochodu Volkswagen ID. Aero. Natomiast pół roku później zaprezentowano produkcyjny samochód w Targach Motoryzacyjnych w Los Angeles w styczniu 2023 roku. Na początku 2024 roku zaprezentowano pierwsze elektryczne kombi marki pod nazwą ID.7 Tourer. Samochód trafił na rynek w drugiej połowie 2023 roku i zastąpił Volkswagena Arteona. Jego produkcja na rynek europejski odbywa się w fabryce w Emden.